# Martinus Lambillion
Martinus „Tinus“ Lambillion (* 17. August 1912 in Rotterdam; † 18. Januar 1994 ebenda) war ein niederländischer Boxer.

## Werdegang
Martinus Lambillion nahm an den Olympischen Sommerspielen 1936 in Berlin teil. Im Fliegengewichtsturnier schied er in der ersten Runde gegen den späteren Silbermedaillengewinner Gavino Matta aus.